# Paul Lekakis
Paul Lekakis, född 1966, är en grek-amerikansk discosångare som slog igenom 1987 med singeln Boom Boom Boom (Let's Go Back To My Room).
Släppte 1990 albumet Tattoo It.

## Fotnoter
1. ↑  Internet Movie Database, läst: 20 juni 2019.[källa från Wikidata]